# Logoteta secreto
El Logoteta secreto o logothetēs tōn sekretōn (griego: λογοθέτης τῶν σεκρέτων) era un funcionario que supervisaba todos los sekreta (departamentos fiscales) del Imperio bizantino durante el período Komneniano. A principios del siglo XIII, su cargo evolucionó hasta convertirse en el de Gran logoteta.

## Historia y funciones
El puesto fue establecido por primera vez por el emperador Alejo I Comneno (r. 1081-1118), en un intento de mejorar la coordinación de los diversos departamentos (sekreta). Los departamentos fiscales en particular se agruparon además en otros dos funcionarios: los dos principales departamentos del tesoro, el genikon y el eidikon, quedaron bajo la tutela del Logariasta megas logariastēs tōn sekretōn (μέγας λογαριαστής τῶν σεκρέτων, «gran contador»), mientras que el megas logariastēs tōn euagōn sekretōn (μέγας λογαριαστής τῶν εὐαγῶν σεκρέτων) supervisaba las «oficinas pías» (εὐαγή σεκρέτα, euagē sekreta), i. e. haciendas imperiales y fundaciones religiosas. A finales del siglo XII, el logoteta secreto se había convertido en el Gran logoteta, un cargo que sobrevivió hasta la caída de Constantinopla en mayo de 1453.